# Eilema paupercula
Eilema paupercula är en fjärilsart som beskrevs av De Toulgoët 1965. Eilema paupercula ingår i släktet Eilema och familjen björnspinnare. Inga underarter finns listade i Catalogue of Life.